# مارین ریون
مارین ریون (انگلیسی: Marion Raven؛ زاده ۲۵ مهٔ ۱۹۸۴) یک موسیقی‌دان اهل نروژ است.